# Melchor de Rojas y Velázquez

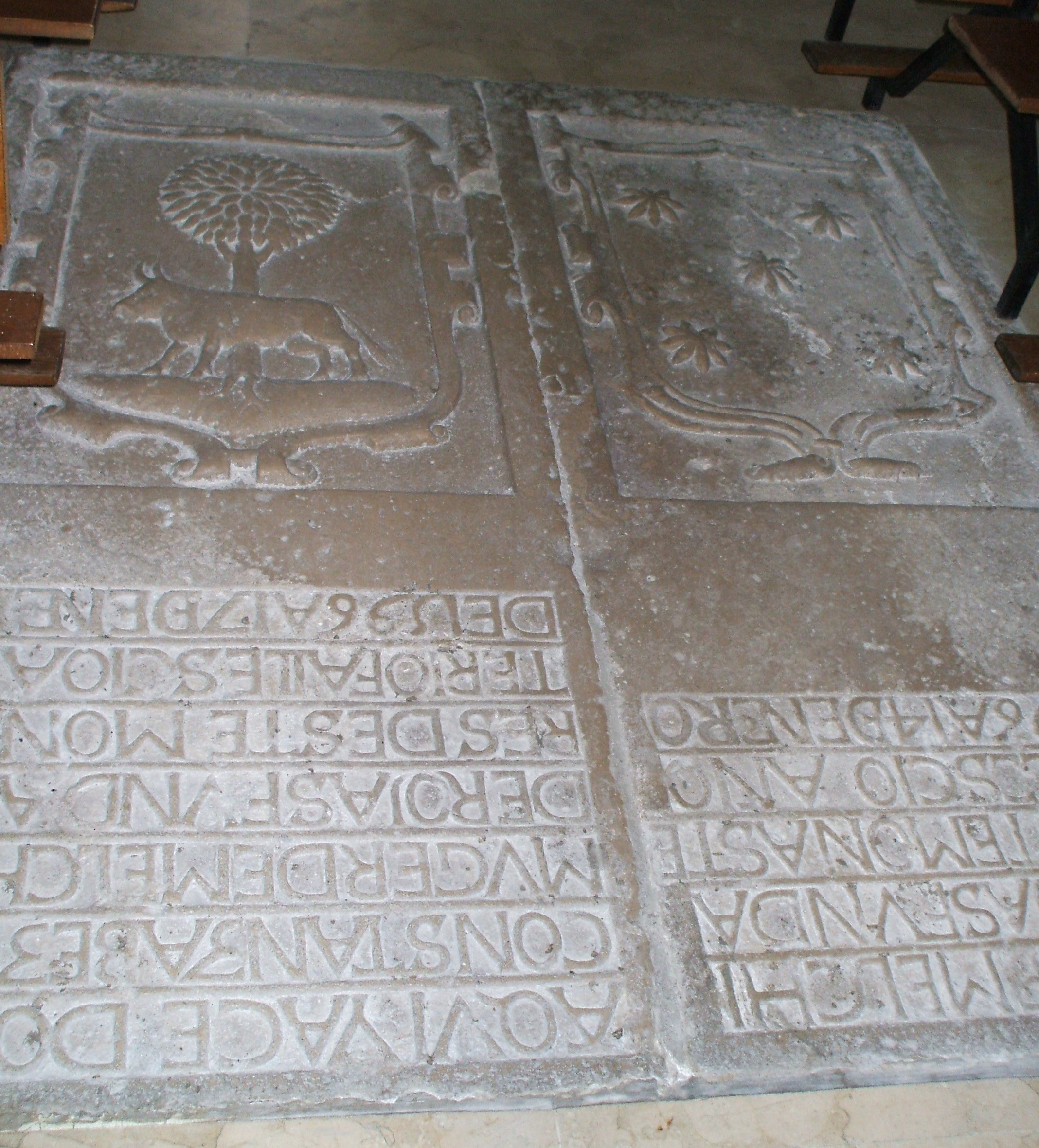
Lápidas de Melchor de Rojas y su mujer, Constanza Becerra, en el convento de la Purísima Concepción de Cuéllar, que ellos fundaron.

Melchor de Rojas y Velázquez (Cuéllar, finales del siglo XV –  14 de enero de 1596) fue un conquistador español que participó la conquista de la isla de Cuba y en la de Jamaica.

## Biografía
Nacido en la villa segoviana de Cuéllar, pertenecía a una familia de conquistadores de América, entre los que destacan los hermanos Manuel y Gabriel de Rojas y Córdova.
Durante su estancia en América participó en la conquista de Cuba y en la de Jamaica española. Fue gobernador de Cuba, criado de la Casa Real, teniente almirante y alcalde de Santiago de Cuba.
Después de residir más de una década en América, regresó a su tierra natal, donde fundó junto a su tercera esposa el convento de la Purísima Concepción de Cuéllar, en cuya capilla mayor yace sepultado.
De sus tres matrimonios con Isabel Velázquez de Gijón, con Mariana de Peralta y con Constanza Becerra, dejó variada descendencia.